# Hrabstwo Grant (Nebraska)

Piramida wieku hrabstwa

Hrabstwo Grant (ang. Webster County) – hrabstwo w stanie Nebraska w Stanach Zjednoczonych. W roku 2010 liczba mieszkańców wyniosła 614. Stolicą i największą miejscowością jest Hyannis.

## Geografia
Całkowita powierzchnia wynosi 2028,5 km² z czego woda stanowi 18,1 km².